# Zsa Zsa Gabor

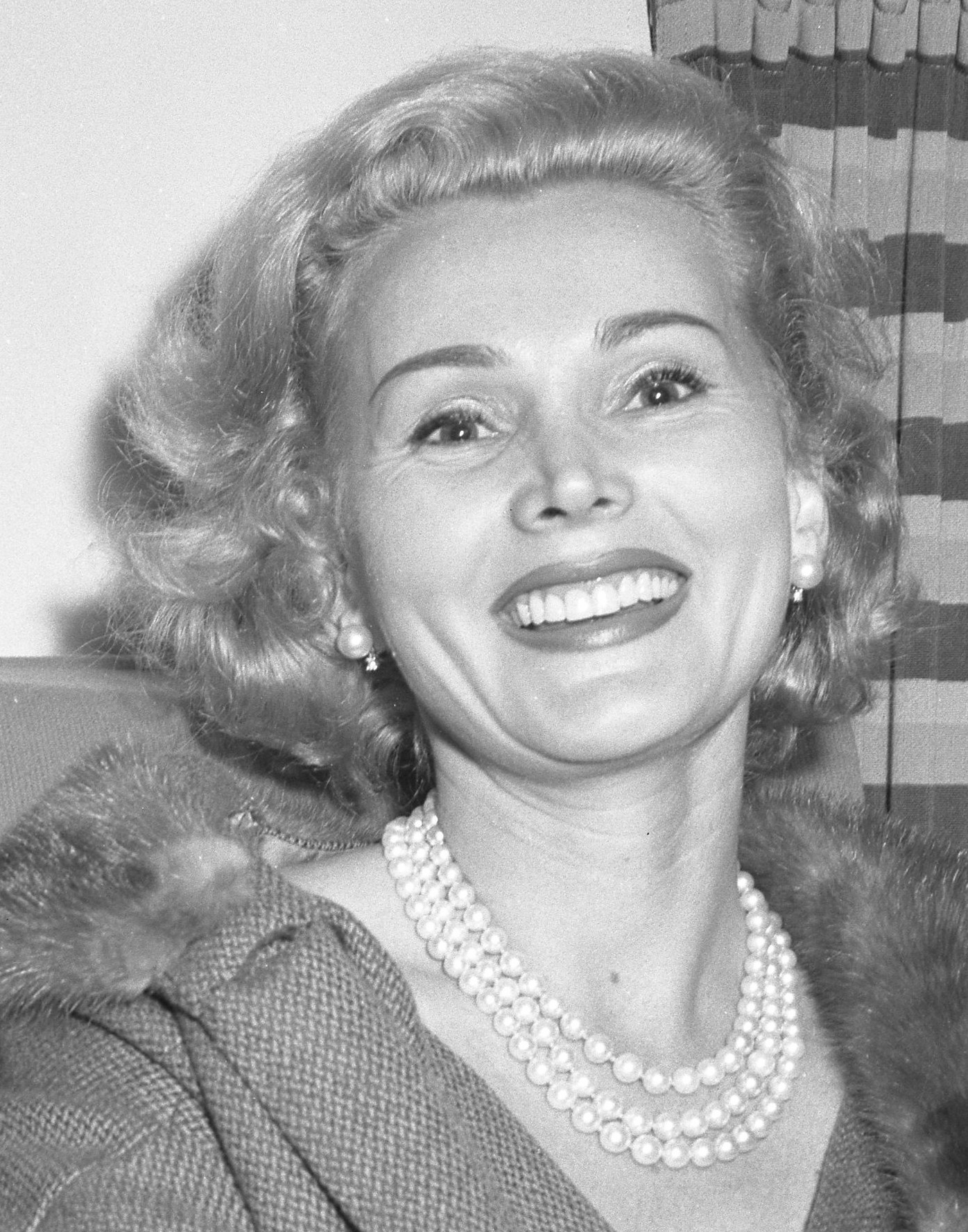
Zsa Zsa Gabor (um 1954)

Zsa Zsa Gabor (anhörenⓘ) [ˈʒɒ ʒɒ ˈgaːbor] (* 6. Februar 1917 in Budapest, Österreich-Ungarn als Sári Gábor; † 18. Dezember 2016 in Los Angeles, Kalifornien, USA; auch Zsuzsanna Sári Gábor (Anm.)) war eine US-amerikanisch-ungarische Schauspielerin. Ab den 1950er-Jahren wirkte sie an über 30 Kinofilmen mit, darunter John Hustons Moulin Rouge. Noch berühmter wurde sie aber mit ihrem turbulenten und medienwirksamen Privatleben, durch das sie zu einem Inbegriff der glamourösen Hollywood-Diva wurde.

## Leben

### Frühes Leben in Europa
Zsa Zsa Gabor wurde als zweite Tochter des ungarischen Gardeoffiziers Vilmos Gábor (1881–1962) und seiner Frau, der Schauspielerin Janka Tilleman (auch als Jólie Gábor bekannt, 1896–1997), geboren. Ihre Eltern waren Juden.
Zsa Zsa Gabor und ihre Schwestern Magda (1915–1997) und Eva (1919–1995) waren jedoch von Kindheit an Katholikinnen. Zsa Zsa besuchte die katholische Mädchenschule Notre-Dame De Sion in Buda (heute das Arany János Gimnázium). 1933 war die damals 16-Jährige Zweitplatzierte im Schönheitswettbewerb zur Miss Ungarn. Nach einer Ausbildung an der Wiener Musikakademie gab Richard Tauber ihr eine Rolle in der Operette Der singende Traum. Mit 20 Jahren heiratete sie einen muslimischen Mann, den 38-jährigen Burhan Belge, der damals Pressesekretär der türkischen Botschaft in Budapest war. Das Paar zog nach Ankara, wo Zsa Zsa dem 57-jährigen Kemal Atatürk begegnete.
Die meisten Mitglieder ihrer Familie entkamen nur knapp dem Holocaust.

### Karriere in Hollywood
Nach dem Ende ihrer Ehe mit Burhan Belge folgte Gabor 1941 ihrer Schwester Eva nach Hollywood. Während Eva bereits in den 1940er-Jahren erste Filmrollen hatte, widmete sich Zsa Zsa Gabor erst einige Jahre später der Filmschauspielerei. Ab 1952 wirkte sie in rund 30 zumeist kleineren Filmen und in zahlreichen Fernsehproduktionen mit, wofür sie 2004 mit der Mitgliedschaft in der B-Movie Hall Of Fame geehrt wurde.

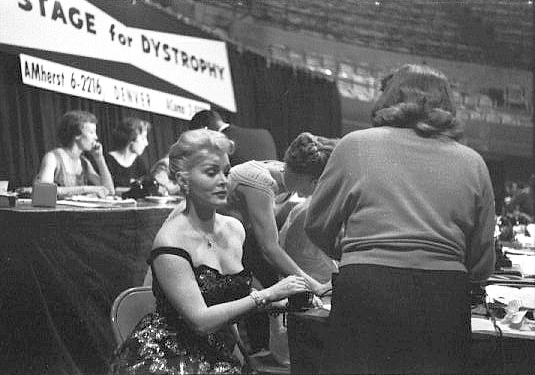
Gabor bei einem karitativen Fernsehmarathon in Denver (1954)

Als ein Höhepunkt ihrer Filmkarriere gilt der Spielfilm Moulin Rouge (1952), der das Leben des Malers Henri de Toulouse-Lautrec nacherzählt und in dem sie die weibliche Hauptfigur der Tänzerin Jane Avril verkörpert. John Huston, der Regisseur von Moulin Rouge, beschrieb sie später als handwerklich solide Schauspielerin („creditable actress“). Sie hatte in dieser Zeit ihrer Karriere ebenfalls Rollen in der Komödie Wir sind gar nicht verheiratet (1952), die aus einem Ensemble berühmter Schauspieler bestand, und in dem Filmmusical Lili (1953). Im Verlauf der 1950er-Jahre verlor sich ihre Karriere zusehends in B-Filmen und Rollen, bei denen das Aussehen wichtiger als schauspielerisches Talent war. 1954 unternahm sie einen Ausflug in das westdeutsche Kino mit der Hauptrolle in Ball der Nationen. 1958 spielte sie die Titelrolle in dem heute vor allem für seinen Trashfaktor bekannten Science-Fiction-Film Queen of Outer Space. Im selben Jahr hatte sie zudem einen prägnanten Kurzauftritt als Nachtclubinhaberin in Orson Welles’ Filmklassiker Im Zeichen des Bösen.
Ab den 1950er-Jahren begann sie, auch im Fernsehen zu arbeiten, und kam so zu Gastauftritten in berühmten Serien wie Bonanza, Mr. Ed, Love Boat oder Der Prinz von Bel-Air. Ebenfalls war sie zwischen den 1950er- und 1990er-Jahren ein regelmäßiger Gast in US-amerikanischen Talkshows, Spielshows und Fernsehspecials. Ihre späten Filmauftritte, etwa in Nightmare III – Freddy Krueger lebt oder Die nackte Kanone 2½, waren oftmals selbstironische Cameos.

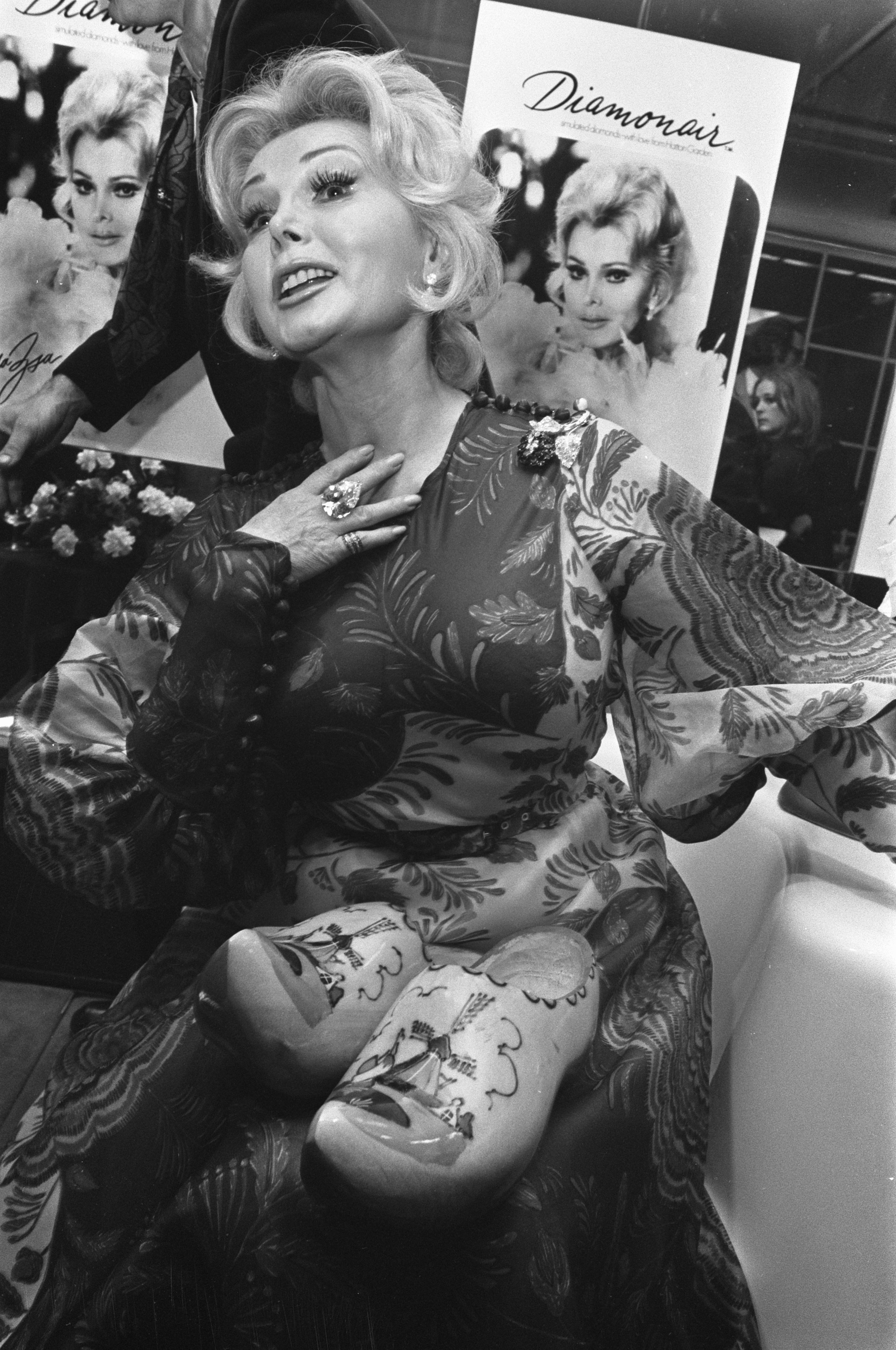
Zsa Zsa Gabor in den Niederlanden (1972)

Zwar war Gabor innerhalb ihrer Schauspielkarriere insgesamt nur mäßig erfolgreich, doch bildete diese den Grundstein für ihre Berühmtheit und ihr Image. Mit ihren acht Ehen und öffentlichen Auftritten mit Pelzmänteln und Diamanten beschäftigte sie die Boulevardmedien ihrer Zeit. Als Autorin publizierte sie mithilfe von Ghostwritern vier Bücher: Zsa Zsa Gabor: My Story (1960), Zsa Zsa’s Complete Guide to Men (1969), How to Catch a Man, How to Keep a Man, How to Get Rid of a Man (1970) and One Lifetime Is Not Enough (1991). Ebenfalls führte sie zeitweise eine Kosmetikfirma.

### Privatleben, Ehen und Tod
Zsa Zsa Gabor galt wegen ihrer Ehen, Affären und Klatschgeschichten als Inbegriff der Hollywood-Diva. Bekannt wurde sie auch durch zahlreiche Skandale und Beleidigungsprozesse. 1989 bescherte ihr eine Handgreiflichkeit mit einem Polizisten einen dreitägigen Gefängnisaufenthalt, nachdem dieser den Ablauf ihres Führerscheins festgestellt und eine geöffnete Flasche Wodka in ihrem Auto entdeckt hatte. Gabor erwarb in meist kurzen Ehen mit Millionären ein Vermögen, das insbesondere aus Immobilien und Schmuck bestand. Von einem US-Kongressmitglied wurde sie als teuerste Kurtisane seit Madame de Pompadour bezeichnet. Am 27. November 2002 war Gabor in einen Verkehrsunfall auf dem Sunset Boulevard in Los Angeles verwickelt. Danach saß sie im Rollstuhl. Für die erlittenen Verletzungen wurden ihr zwei Millionen US-Dollar Schadenersatz zugesprochen. Durch den Anlagebetrüger Bernie Madoff wurde sie um einen großen Teil ihres Vermögens gebracht.
Im August 2010 wurde Gabor in ernster gesundheitlicher Verfassung in das Ronald Reagan UCLA Medical Center aufgenommen und empfing dort die Sterbesakramente. Am 18. Dezember 2016, 50 Tage vor ihrem 100. Geburtstag, starb Zsa Zsa Gabor in ihrer Villa in Los Angeles nach langer Krankheit an den Folgen eines Herzinfarkts. Das Requiem fand am 30. Dezember in der römisch-katholischen Church of the Good Shepherd (dt. Kirche zum Guten Hirten) in Beverly Hills statt. Ihre Asche wurde am 13. Juli 2021 auf dem Kerepescher Friedhof in Budapest beigesetzt. Zuvor hatte Frederic von Anhalt die Urne bei sich aufbewahrt. Ein kleiner Anteil der Asche wurde am Grab ihrer Schwester Eva Gabor auf dem Westwood Village Memorial Park Cemetery in Los Angeles verstreut.
Ehen
Zsa Zsa Gabor war achtmal verheiratet:
1. 1938–1941 mit Burhan Asaf Belge (1899–1967), Pressechef des türkischen Außenministeriums, wurde später als Schriftsteller und Diplomat bekannt
2. 1942–1947 mit Conrad Hilton (1887–1979), Hilton-Hotels-Gründer, mit dem sie die einzige Tochter Francesca Hilton (1947–2015) hatte
3. 1949–1954 mit dem Schauspieler George Sanders (1906–1972), der später Zsa Zsas Schwester Magda heiratete; Gabor hatte während dieser Ehe eine Beziehung mit Porfirio Rubirosa (1909–1965), einem dominikanischen Diplomaten und internationalen Playboy
4. 1964–1966 mit Herbert Hunter (1908–2008), Finanzberater und Industrieller
5. 1966–1967 mit Joshua S. Cosden Jr., texanischer Ölmagnat
6. 1975–1976 mit Jack W. Ryan (1926–1991), Designer und Miterfinder der Barbie-Puppe
7. 1977–1982 mit Michael O’Hara, Anwalt
8. 1986 bis zu ihrem Tod mit Frédéric Prinz von Anhalt (* 1943).

Weiterhin hielt Zsa Zsa Gabor 1982 eine Heiratszeremonie mit dem mexikanischen Schauspieler Felipe de Alba (1924–2005) ab. Die Ehe, die im Übrigen nur einen Tag gedauert hätte, war aus mehreren Gründen ungültig und musste daher auch nicht annulliert werden. Unter anderem war Gabor noch mit Michael O’Hara verheiratet, was eine Bigamie bedeutet hätte, außerdem wurde die Zeremonie von einem Schiffskapitän abgehalten.

## Filmografie (Auswahl)
- 1952: Männer machen Mode (Lovely to Look At)
- 1952: Wir sind gar nicht verheiratet (We’re Not Married!)
- 1952: Moulin Rouge
- 1953: War es die große Liebe? (The Story of Three Loves)
- 1953: Lili
- 1954: Staatsfeind Nr. 1 (L’Ennemi public nº 1)
- 1954: Feuriges Blut, wilde Leidenschaft (Sang et lumières)
- 1954: Im Zirkus der drei Manegen (3 Ring Circus)
- 1954: Ball der Nationen
- 1955: Climax! (Fernsehserie)
- 1956: The Ford Television Theatre (Fernsehserie)
- 1956: Sneak Preview (Fernsehserie)
- 1956: König der Hochstapler (Death of a Scoundrel)
- 1957: The Life of Riley (Fernsehserie)
- 1957: The Girl in the Kremlin
- 1958: Tatort Apartment 310 (The Man Who Wouldn’t Talk)
- 1958: Im Zeichen des Bösen (Touch of Evil)
- 1958: Country Music Holiday
- 1958: In den Krallen der Venus (Queen of Outer Space)
- 1959: Serenade einer großen Liebe (For the First Time)
- 1960: La contessa azzurra
- 1960: Pepe – Was kann die Welt schon kosten (Pepe)
- 1960: Ninotchka (Fernsehfilm)
- 1961: Mr. Ed (Fernsehserie)
- 1962: Der Weg nach Hongkong (The Road to Hong Kong)
- 1962: Sexy! (Boys’ Night Out)
- 1963–1966: Amos Burke (Fernsehserie)
- 1965: Gilligans Insel (Gilligan’s Island, Fernsehserie)
- 1965–1967: F Troop (Fernsehserie)
- 1966: Alice in Wonderland (Fernsehfilm, Stimme)
- 1966: The Rounders (Fernsehserie)
- 1966: Arrivederci, Baby!
- 1966: Das Kabinett der blutigen Hände (Picture Mommy Dead)
- 1967: Bonanza (Fernsehserie)
- 1967: Der Diamantenprinz (Jack of Diamonds)
- 1968: Batman (Fernsehserie)
- 1968: The Name of the Game (Fernsehserie)
- 1969: Bracken’s World (Fernsehserie)
- 1971: Wo alle Wege enden (Night Gallery, Fernsehserie)
- 1972: Kommandosache ‘Nackter Po’ (Up the Front)
- 1976: Won Ton Ton – der Hund, der Hollywood rettete
- 1977: 3 Girls 3 (Fernsehserie)
- 1978: Every Girl Should Have One
- 1979: Supertrain (Fernsehserie)
- 1980: Hollywood, ich komme (Fernsehfilm)
- 1980: Love Boat (The Love Boat, Fernsehserie)
- 1981: The Facts of Life (Fernsehserie)
- 1981: Jung und leidenschaftlich – Wie das Leben so spielt (As the World Turns, Fernsehserie)
- 1982: Unter der Sonne Kaliforniens (Knots Landing, Fernsehserie)
- 1983: Matt Houston (Fernsehserie)
- 1984: Frankenstein’s Great Aunt Tillie
- 1985: Kalifornien, ich komme! (California Girls, Fernsehfilm)
- 1986: Charlie Barnett’s Terms of Enrollment
- 1987: Nightmare III – Freddy Krueger lebt (A Nightmare on Elm Street 3: Dream Warriors)
- 1987: Johann Strauß – Der König ohne Krone
- 1988: Christmas At Pee Wee’s Playhouse (Fernsehfilm)
- 1989: Happily Ever After (Stimme)
- 1991: Der Prinz von Bel-Air (The Fresh Prince of Bel-Air, Fernsehserie)
- 1991: Die nackte Kanone 2½ (The Naked Gun 2½: The Smell of Fear)
- 1992: Blöd und blöder (The Naked Truth)
- 1993: Die Beverly Hillbillies sind los! (The Beverly Hillbillies)
- 1996: Die Brady Family 2 (A Very Brady Sequel)

## Auszeichnungen und Ehrungen

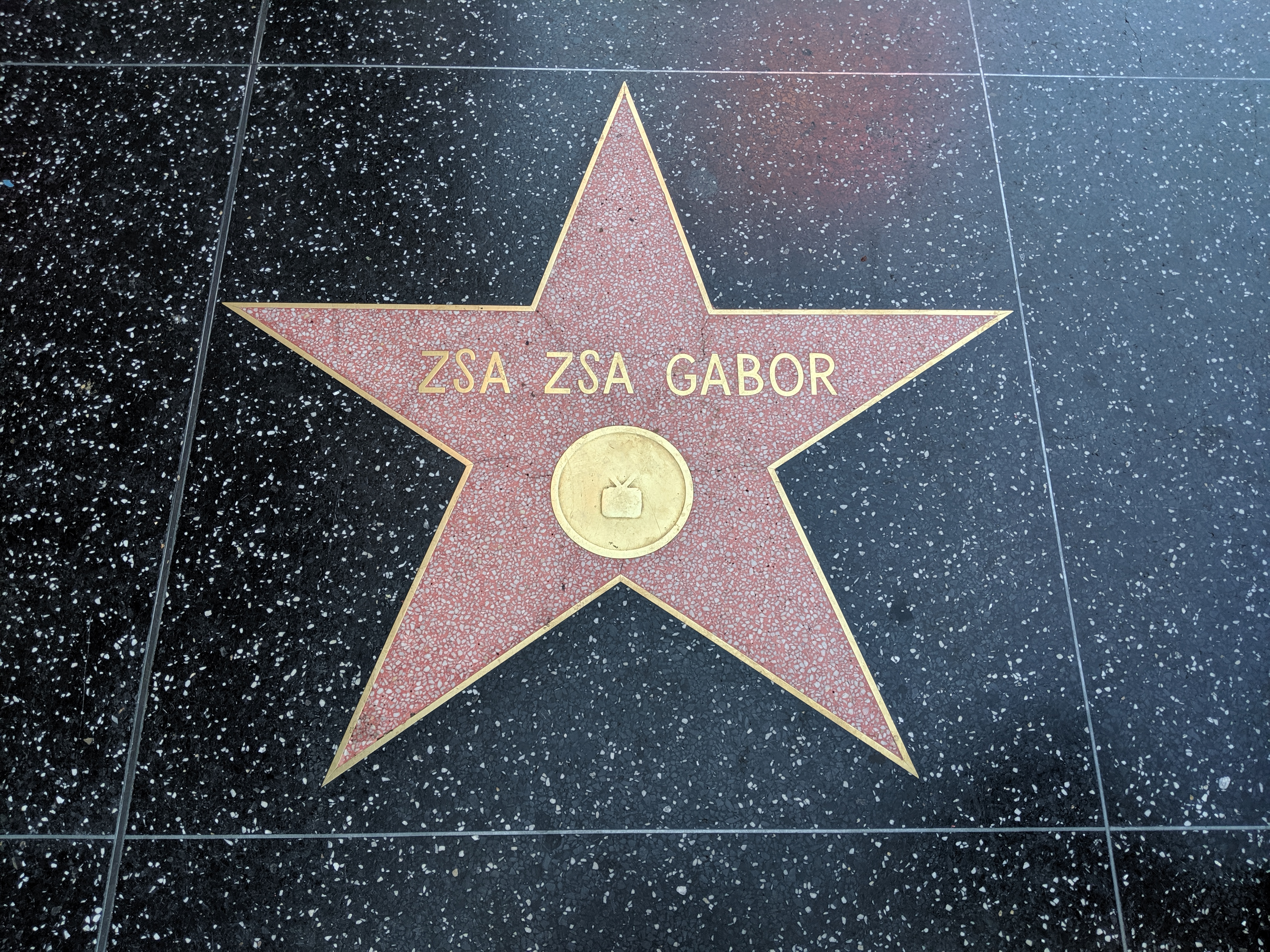
Zsa Zsa Gabors Stern auf dem Hollywood Walk of Fame

- 1958: Golden-Globe-Spezialpreis für die glamouröseste Schauspielerin
- 1960: Stern auf dem Hollywood Walk of Fame (6925 Hollywood Blvd.)
- Am 15. Juni 2011 wurde ein Asteroid nach ihr benannt, (166614) Zsazsa.

## Veröffentlichungen
- Mit Gerold Frank: Zsa Zsa Gábor: My story. Cleveland 1960.[27] – Dt. Ausgabe: Zsa Zsa Gabor. Die Geschichte meines Lebens. Deutsch von Werner Kerbs, Non-Stop-Bücherei, Berlin 1961
- How to Catch a Man, How to Keep a Man, How to Get Rid of a Man. Doubleday, Garden City, N.Y. 1970, OCLC 92114.
- Mit Wendy Leigh: One Lifetime Is Not Enough. Delacorte Press, New York 1991, ISBN 0-385-29882-X.